# Бикова Наталія Вікторівна
Бикова Наталія Вікторівна (17 серпня 1958) — радянська хокеїстка на траві.
Бронзова призерка Олімпійських Ігор 1980 року.